# Rinconada
Rinconada è un comune del Cile della provincia di Los Andes nella Regione di Valparaíso. Al censimento del 2002 possedeva una popolazione di 6.692 abitanti.

## Società

### Evoluzione demografica
| Censimento del 1992 | Censimento del 2002 |
| 5.765 ab.           | 6.692 ab.           |